# Конъюнктивная нормальная форма
Конъюнкти́вная норма́льная фо́рма (КНФ) в булевой логике — нормальная форма, в которой булева формула имеет вид конъюнкции дизъюнкций литералов. Конъюнктивная нормальная форма удобна для автоматического доказательства теорем. Любая булева формула может быть приведена к КНФ. Для этого можно использовать: закон двойного отрицания, закон де Моргана, дистрибутивность.

## Примеры и контрпримеры
Формулы в КНФ:
{\displaystyle \neg A\wedge (B\vee C),}
{\displaystyle (A\vee B)\wedge (\neg B\vee C\vee \neg D)\wedge (D\vee \neg E),}
{\displaystyle A\wedge B.}
Формулы не в КНФ:
{\displaystyle \neg (B\vee C),}
{\displaystyle (A\wedge B)\vee C,}
{\displaystyle A\wedge (B\vee (D\wedge E)).}
Но эти 3 формулы не в КНФ эквивалентны следующим формулам в КНФ:
{\displaystyle \neg B\wedge \neg C,}
{\displaystyle (A\vee C)\wedge (B\vee C),}
{\displaystyle A\wedge (B\vee D)\wedge (B\vee E).}

## Построение КНФ

### Алгоритм построения КНФ
1) Избавиться от всех логических операций, содержащихся в формуле, заменив их основными: конъюнкцией, дизъюнкцией, отрицанием. Это можно сделать, используя равносильные формулы:
{\displaystyle A\rightarrow B=\neg A\vee B,}
{\displaystyle A\leftrightarrow B=(\neg A\vee B)\wedge (A\vee \neg B).}
2) Заменить знак отрицания, относящийся ко всему выражению, знаками отрицания, относящимися к отдельным переменным высказываниям на основании формул:
{\displaystyle \neg (A\vee B)=\neg A\wedge \neg B,}
{\displaystyle \neg (A\wedge B)=\neg A\vee \neg B.}
3) Избавиться от знаков двойного отрицания.
4) Применить, если нужно, к операциям конъюнкции и дизъюнкции свойства дистрибутивности и формулы поглощения.

### Пример построения КНФ
Приведем к КНФ формулу
{\displaystyle F=(X\rightarrow Y)\wedge ((\neg Y\rightarrow Z)\rightarrow \neg X).}
Преобразуем формулу {\displaystyle F} к формуле, не содержащей {\displaystyle \rightarrow }:
{\displaystyle F=(\neg X\vee Y)\wedge (\neg (\neg Y\rightarrow Z)\vee \neg X)=(\neg X\vee Y)\wedge (\neg (\neg \neg Y\vee Z)\vee \neg X).}
В полученной формуле перенесем отрицание к переменным и сократим двойные отрицания:
{\displaystyle F=(\neg X\vee Y)\wedge ((\neg Y\wedge \neg Z)\vee \neg X).}
По закону дистрибутивности получим КНФ:
{\displaystyle F=(\neg X\vee Y)\wedge (\neg X\vee \neg Y)\wedge (\neg X\vee \neg Z).}

## k-конъюнктивная нормальная форма
k-конъюнктивной нормальной формой называют конъюнктивную нормальную форму, в которой каждая дизъюнкция содержит ровно k литералов.
Например, следующая формула записана в 2-КНФ:
{\displaystyle (A\lor B)\land (\neg B\lor C)\land (B\lor \neg C).}
A≡((x→y)→!x)→(x→(y&x));

## Переход от КНФ кСКНФ
Если в простой дизъюнкции не хватает какой-то переменной (например, z), то добавляем в неё выражение :{\displaystyle Z\wedge \neg Z=0} (это не меняет самой дизъюнкции), после чего раскрываем скобки с использованием распределительного закона:
{\displaystyle (X\vee Y)\wedge (X\vee \neg Y\vee \neg Z)=(X\vee Y\vee (Z\wedge \neg Z))\wedge (X\vee \neg Y\vee \neg Z)=(X\vee Y\vee Z)\wedge (X\vee Y\vee \neg Z)\wedge (X\vee \neg Y\vee \neg Z).}
Таким образом, из КНФ получена СКНФ.

## Формальная грамматика, описывающая КНФ
Следующая формальная грамматика описывает все формулы, приведенные к КНФ:
<КНФ> → <дизъюнкт>
<КНФ> → <КНФ> ∧ <дизъюнкт>
<дизъюнкт> → <литерал>;
<дизъюнкт> → (<дизъюнкт> ∨ <литерал>)
<литерал> → <терм>
<литерал> → ¬<терм>
где <терм> обозначает произвольную булеву переменную.

## Задача выполнимости формулы в КНФ
В теории вычислительной сложности важную роль играет задача выполнимости булевых формул в конъюнктивной нормальной форме. Согласно теореме Кука, эта задача NP-полна, и она сводится к задаче о выполнимости формул в 3-КНФ, которая сводится и к которой в свою очередь сводятся другие NP-полные задачи.
Задача о выполнимости 2-КНФ формул может быть решена за линейное время.

## Особенности обозначений
Следует отметить, что для удобства восприятия в качестве обозначения конъюнкции и дизъюнкции часто используют символы арифметического умножения и сложения, при этом символ умножения часто опускается. В этом случае формулы булевой алгебры выглядят как алгебраические полиномы, что более привычно для глаза, однако иногда может привести к недоразумениям.
Например, следующие записи эквивалентны:
{\displaystyle (A\vee B)\wedge (\neg B\vee C\vee \neg D)\wedge (D\vee \neg E);}
{\displaystyle (A\vee B)\wedge ({\overline {B}}\vee C\vee {\overline {D}})\wedge (D\vee {\overline {E}});}
{\displaystyle (A\vee B)\cdot ({\overline {B}}\vee C\vee {\overline {D}})\cdot (D\vee {\overline {E}});}
{\displaystyle (A\vee B)({\overline {B}}\vee C\vee {\overline {D}})(D\vee {\overline {E}});}
{\displaystyle (A+B)({\overline {B}}+C+{\overline {D}})(D+{\overline {E}}).}
По этой причине КНФ в русскоязычной литературе иногда называют  «произведением сумм», что является калькой с английского термина «product of sums».